# 山陀儿
山陀儿（学名：Sandoricum koetjape）为楝科山陀儿属下的一个种。分布在中南半岛、印度、马来西亚。在云南、台湾等地有种植。

## 名称
“山陀儿”一名来自马来语sentul或他加禄语santol。中文名也叫山道楝、山都儿、仙都果、仙陀果、三都儿、三道栋等。俗名大王果。
其拉丁学名的种加词koetjape来自该果的印尼语别名kecapi的旧式拼写ketjapi。

## 性状
为落叶性大乔木，树干平直，树皮灰褐色，生长快速，可达5～15米，其幼枝密生褐色长毛，叶互生，三出复叶，具长柄，小叶卵状椭圆形，叶基钝形先端尖全缘，厚膜质。
春夏季开花，圆锥花序，腋生，小花20～80朵辐射对称；花萼5片，基部呈杯状，被黄绿色毛；花瓣5枚，淡黄白色，雄蕊10枚，花丝联合成筒状，雌蕊柱头5浅裂。
果实呈球形或扁圆形，被毛，成熟时为黄色，外皮时薄时厚，柔软，具有少许的乳汁；果肉白色，味酸甜。

## 应用
可做木材。其果实可食。
在东南亚各地可作为配菜，如在泰餐中，宋丹也有使用仙都果的版本（代替青木瓜）。

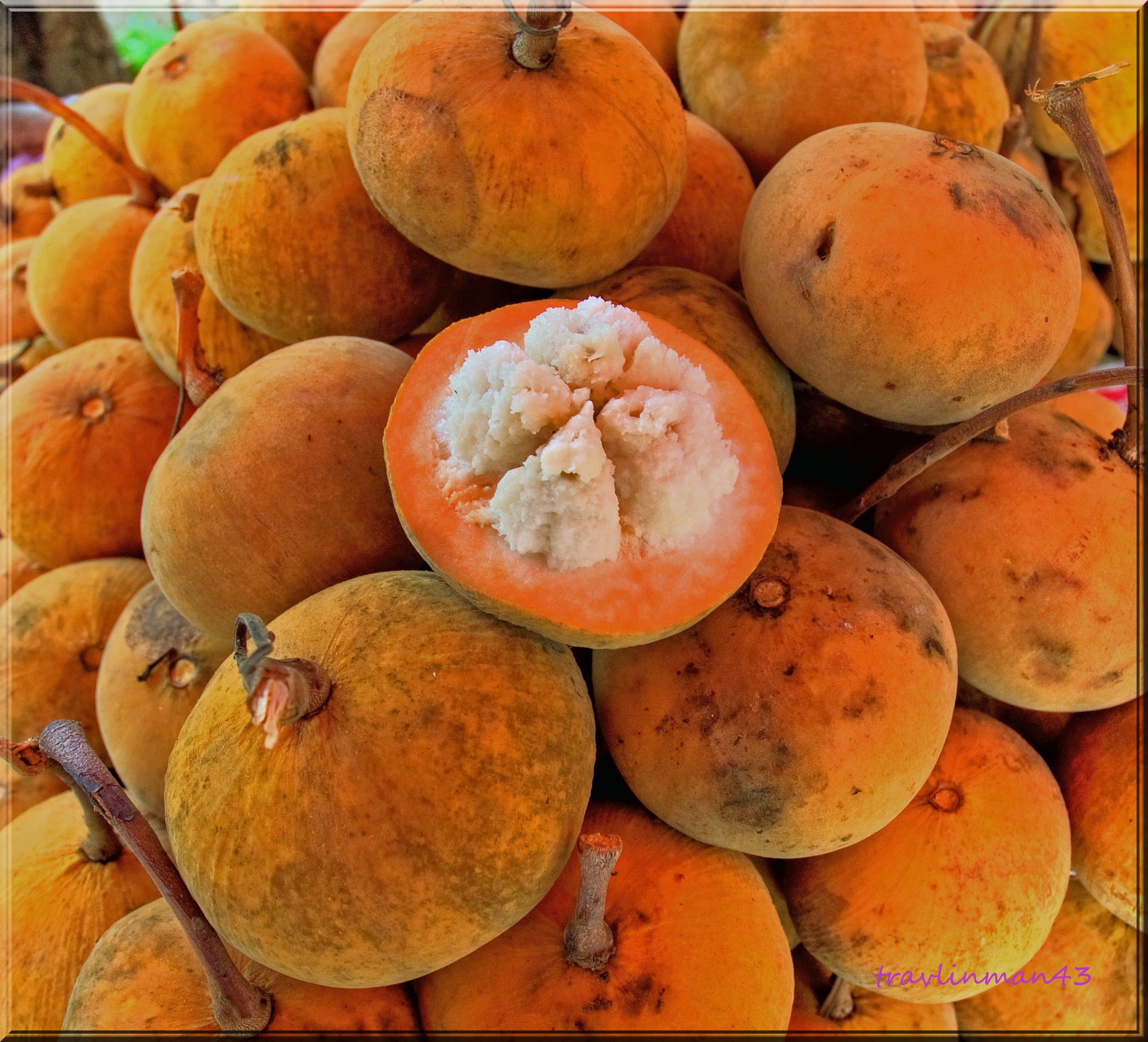
其果在東南亞可入饌

### 應用菜肴圖集

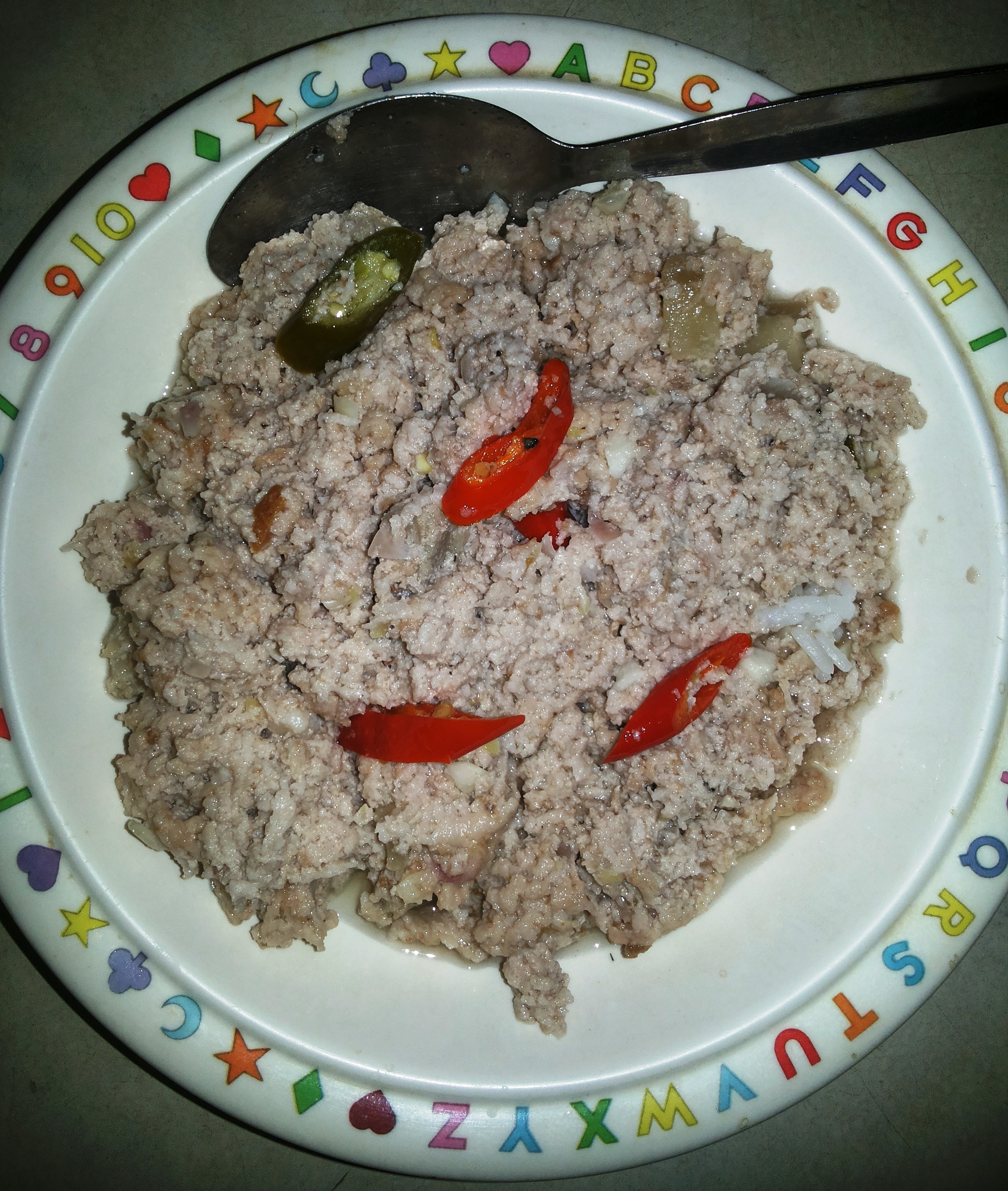
菲律宾Sinantolan（英语：Sinantolan）
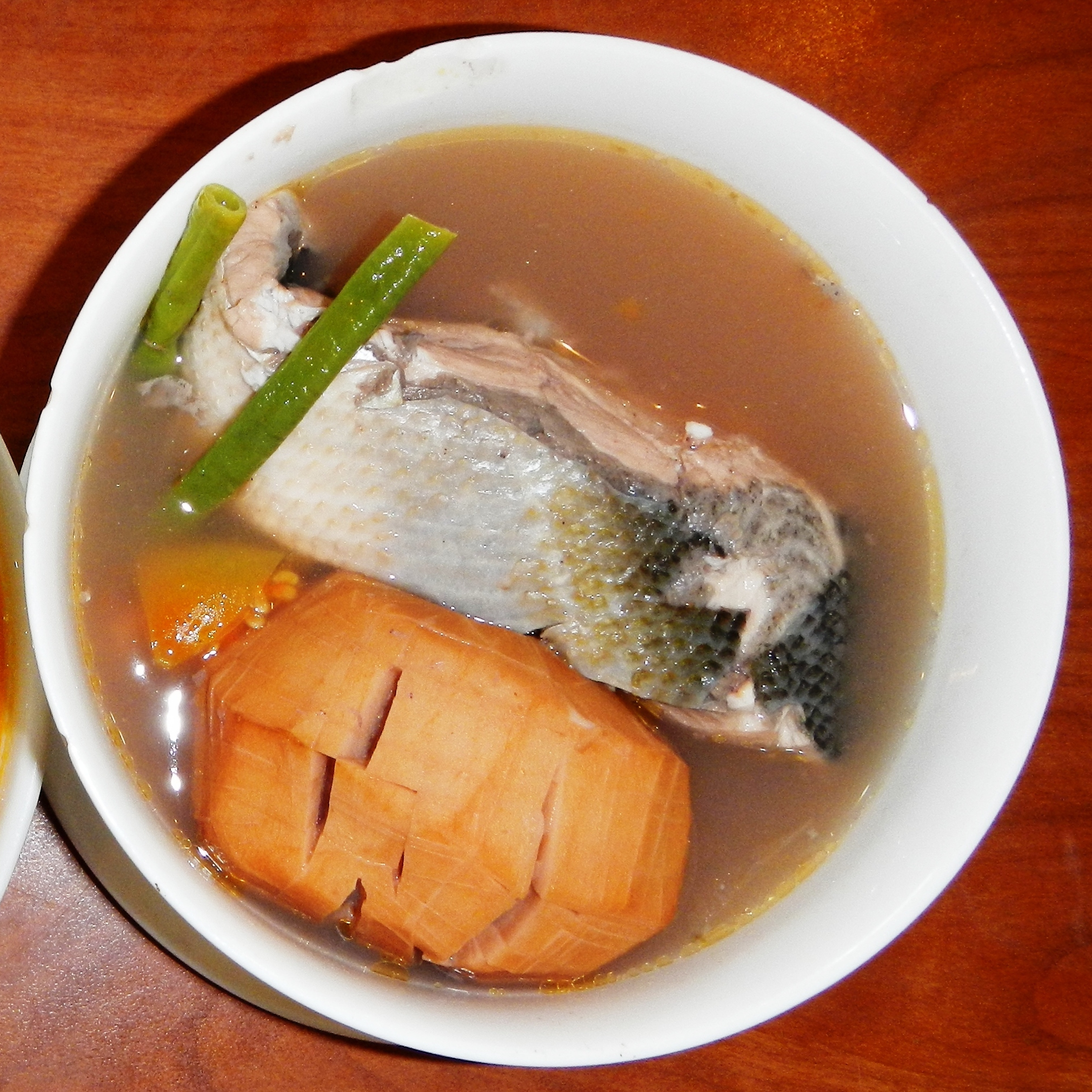
使用仙都果和虱目鱼的菲律宾酸汤
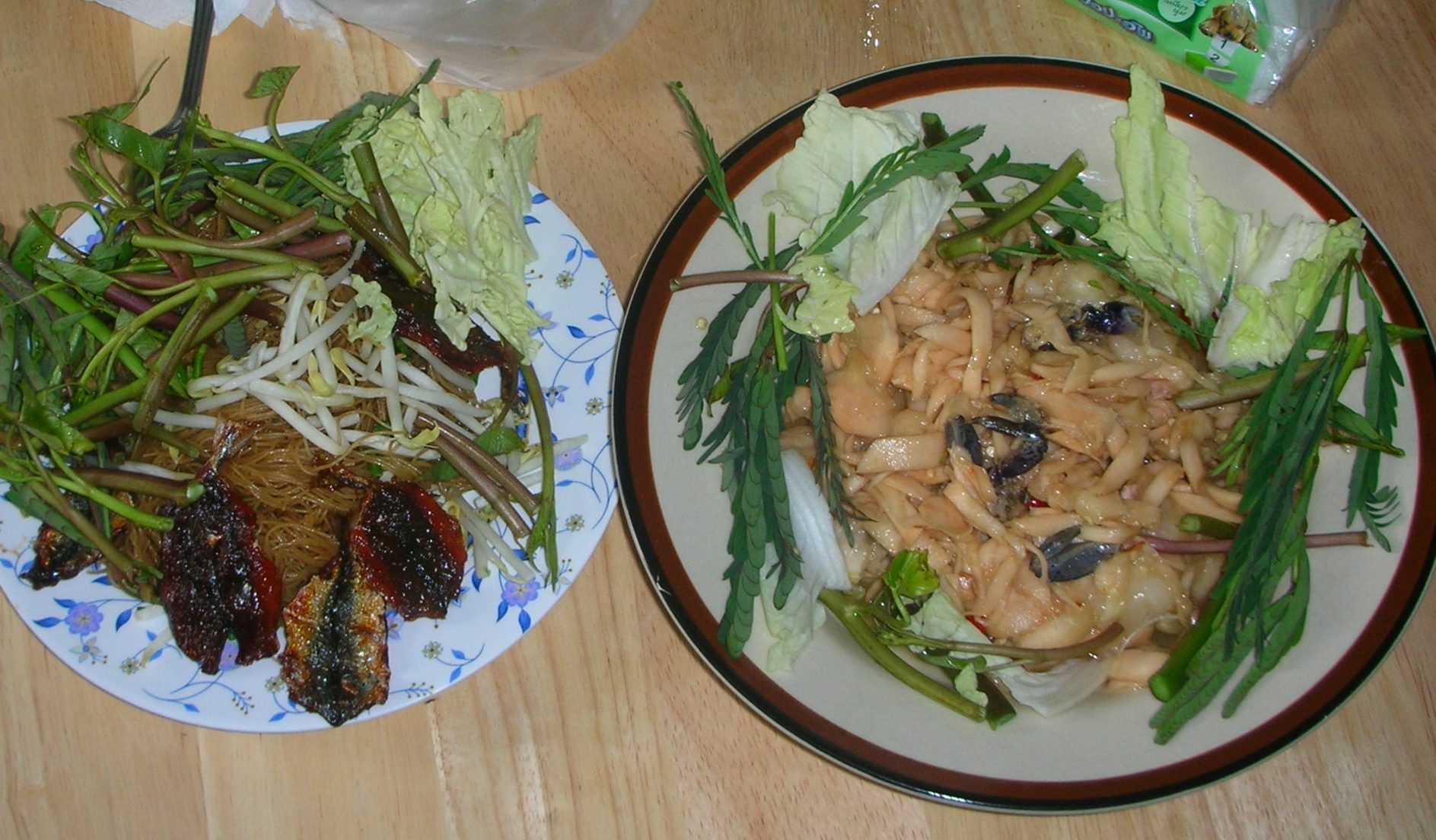
仙都果宋丹，泰餐